# Leptomeryx
Leptomeryx (лат.) — вымерший род парнокопытных млекопитающих из семейства лептомерицид (Leptomerycidae) подотряда жвачных (Ruminantia), живших c середины эоцена по начало миоцена на территории Северной Америки.
Это были небольшие животные, напоминающие оленьков. Масса различных экземпляров оценивается от 5,72 до 14,7 кг.

## Название
Leptomeryx — от др.-греч. λεπτός «тонкий, легкий» и μήρυξ, буквально «жвачное». -meryx является обычным элементом в названиях родов вымерших мелких жвачных.

## Виды[4]
- †L. blacki
- †L. evansi typus
- †L. mammifer
- †L. obliquidens
- †L. speciosus
- †L. yoderi